# Френклін Ейпріл
Френклін Ейпріл (англ. Franklin April; 18 квітня 1984, Віндгук — 18 жовтня 2015, Віндгук) — намібійський футболіст, що грав на позиції захисника.
Виступав, зокрема, за клуб «Цивікс» (Віндгук), а також національну збірну Намібії.

## Клубна кар'єра
У дорослому футболі дебютував 2001 року виступами за команду клубу «Цивікс» (Віндгук), кольори якої і захищав протягом усієї своєї кар'єри гравця, що тривала цілих п'ятнадцять років.

## Виступи за збірну
У 2003 році дебютував в офіційних матчах у складі національної збірної Намібії. Протягом кар'єри у національній команді, яка тривала 6 років, провів у її формі 20 матчів.
У складі збірної був учасником Кубка африканських націй 2008 року у Гані.
Помер 18 жовтня 2015 року на 32-му році життя у місті Віндгук від астми.